# 圣多德
圣多德（法語：Sainte-Dode，法語發音：[sɛ̃t dɔd]）是法国热尔省的一个市镇，位于该省南部，属于米朗德区。

## 地理
圣多德（43°25'12"N, 0°21'48"E）面积18.84 平方千米，位于法国奧克西塔尼大區热尔省，该省份为法国西南部内陆省份，北起顺时针与洛特-加龙省、塔恩-加龙省、上加龙省、上比利牛斯省、大西洋比利牛斯省和朗德省接壤。
与圣多德接壤的市镇（或旧市镇、城区）包括：巴聚格、米耶朗、蒙托、蒙德马拉斯特、萨代扬、圣米歇尔。

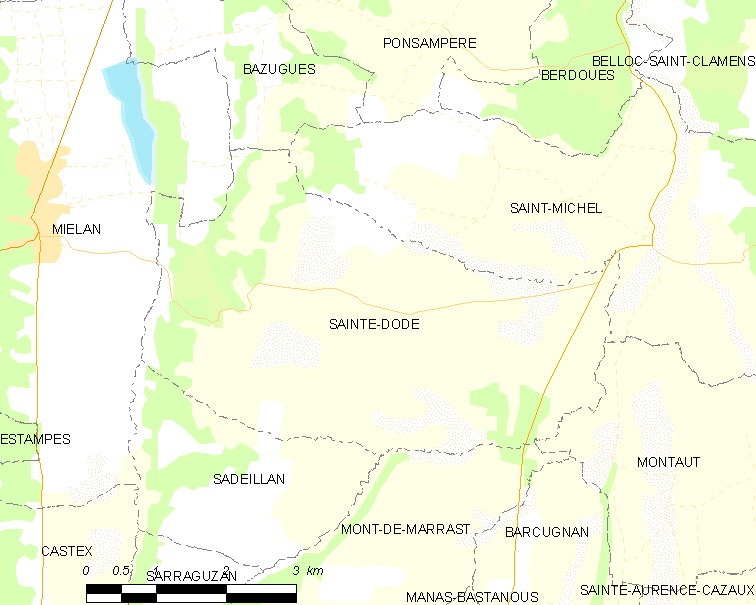
圣多德的OSM定位图

圣多德的时区为UTC+01:00、UTC+02:00（夏令时）。

## 行政
圣多德的邮政编码为32170，INSEE市镇编码为32373。

## 政治
圣多德所属的省级选区为米朗德-阿斯塔拉克县。

## 人口

1962-2008年间圣多德人口变化图示

圣多德于2022年1月1日时的人口数量为227人。